# Gymnothorax margaritophorus
Gymnothorax margaritophorus es una especie de pez de la familia de los morénidas en el orden de los Anguilliformes.

## Morfología
Los machos pueden llegar a alcanzar los 70 cm de longitud total.

## Distribución geográfica
Se encuentra desde el África Oriental hasta las Islas de la Línea, las Islas Sociedad, las Islas Ryukyu y el sur de la Gran Barrera de Coral.